# Спілка торгових палат і товарних бірж Туреччини
Спілка торгових палат і товарних бірж Туреччини (тур. Türkiye Odalar ve Borsalar Birliği), скорочено TOBB — конфедерація усіх регіональних торгових, промислових і морських торговельних палат Туреччини, а також товарних бірж. Заснована 8 березня 1950 року в Анкарі як неурядова організація, вищий представницький орган приватного сектора економіки. Центр Спілки розташований в Анкарі на бульварі Думлупинар, 252. Президентом Спілки торгових палат і товарних бірж є Мустафа Рифат Хісарджиклиоглу з 2001 року. Наразі Спілка нараховує 365 торгових палат і товарних бірж:
- 178 торгово-промислових палат,
- 60 торгових палат,
- 12 промислових палат,
- 2 палати морської торгівлі,
- 113 товарних бірж.

Членство у Спілці мають близько 1,4 млн різних компаній. Спілка торгових палат входить до Асоціації Європейських торгово-промислових палат (європалату), Ісламської торгово-промислової палати, Асоціації середземноморських торгово-промислових палат (ASCAME), Асоціації Балканських палат (ABC) і Асоціації торгово-промислових палат Чорноморської зони (BCCI) . У 2014 році Спілка була партнером так званого Року економічного партнерства та інновацій Німеччини і Туреччини (нім. Deutsch-Türkisches Jahr der Forschung, Bildung und Innovation).